# Nu Nu Yi
Nu Nu Yi est un nom birman ; les principes des noms et prénoms ne s'appliquent pas ; U et Daw sont des titres de respect.
Nu Nu Yi (en birman : နုနုရည်, son nom se prononce [nṵ nṵ jì]), également connue sous le nom de Nu Nu Yi Inwa (နုနုရည် (အင်းဝ), née le 18 mai 1957 près d'Inwa dans la division de Manadaly en Birmanie, est une femme de lettres birmane, romancière et nouvelliste. Connue notamment pour avoir dépeint dans ses œuvres la vie de Birmans défavorisés, elle est plusieurs fois censurée par le gouvernement birman. 

## Biographie
Nu Nu Yi est née le 18 mai 1957, dans un village près d'Inwa dans la région de Mandalay en Birmanie. Elle effectue des études supérieures, et obtient un diplôme de l'université de Mandalay et un diplôme de bibliothécaire de l'université de Rangoun. 
Les œuvres littéraires de Nu Nu Yi sont connues pour ses représentations en littérature des défavorisés en Birmanie ; ses nouvelles ont inclus des thèmes tels que l'injustice sociale, offrant une image peu reluisante du régime ; elles ont en conséquence été censurées plusieurs fois par le « Conseil d'État pour la paix et le développement » du gouvernement militaire alors au pouvoir. 
Ses écrits ont cependant été largement lus et appréciés par des militants comme Aung San Suu Kyi. Les œuvres Que puis-je faire pour vous et Emerald Green Blue Kamayut, lauréate du prix national littéraire du Myanmar en 1993, sont également de la plume de Nu Nu Yi. Ses livres ont été notamment traduits en japonais. Elle a participé au programme international d'écriture de l'Iowa en 2000.
Son roman Smile As They Bow, publié en 1994, et pour lequel elle a été nommée pour le Man Asian Literary Prize de 2007, a été lui aussi interdit par la censure pendant plus de douze ans. La version anglaise en a été publiée en 2008 par l'éditeur Hyperion Est. 
Elle a écrit au total depuis 1984 quinze romans et au moins cent nouvelles, sans compter ses articles de magazine.